# Antaplaga dimidiata
Antaplaga dimidiata là một loài bướm đêm trong họ Noctuidae.